# Angeli violati
Angeli violati (犯された白衣, Okasareta Hakui) è un film del 1967 diretto da Kōji Wakamatsu. La pellicola trae ispirazione da un reale fatto di cronaca nera, il massacro di otto allieve infermiere da parte di Richard Speck nel 1966.

## Trama
Un uomo si introduce di notte in un dormitorio per infermiere e una dopo l'altra inizia a ucciderle.
Mentre compie i delitti, pensieri e ossessioni affiorano nella mente, rivelando la sua mancanza d'amore e i suoi bisogni. Lo scontro tra la violenza (sia fisica che sessuale) e la frustrazione d'amore arriva lentamente ad una soluzione in cui le vittime muoiono tutte tranne l'ultima donna che comprende i suoi bisogni.